# 壽都町
壽都町（日语：／ Suttsu chō */?）是位於北海道後志綜合振興局西南部，面向壽都灣的城鎮，境內僅朱太川沿岸與出海口附近為平原。當地的最高峰為海拔892.3m的壽都幌別岳。因為面向日本海，所以當地盛行漁業。雖然壽都町的規模小，但是當地有很多點心店，有名的甜點若狹芋即發源於此處。
名稱源自阿伊努語的「supki-pet」，意思是有很多茅草的河川。

## 歷史
- 1669年：開始形成和人聚落，成為商業交易的中心。[3]
- 1855年：設置津輕藩的陣屋，負責北方的防衛，約駐有150名士兵。
- 1872年：設置壽都郡、歌棄郡、磯谷郡（橫澗村、島古丹村、能津登村、尻別村）[4]戶長，隸屬函館支廳管轄。
- 1879年：設置壽都郡役所、歌棄郡役所、磯谷郡役所。
- 1897年：改隸屬新設置的壽都支廳，其轄區包括壽都郡、歌棄郡、磯谷郡、島牧郡。
- 1900年7月1日：壽都町成立為北海道一級町。
- 1902年：橫澗村、島古丹村、能津登村、北尻別村合併為磯谷村，並成為北海道二級村。
- 1906年：歌棄郡歌棄村成立為北海道二級村。
- 1909年4月1日：磯谷村成為北海道一級村。
- 1910年：壽都支廳被廢除，改隸屬後志支廳管轄。
- 1923年4月1日：政泊村和樽岸村成為北海道二級村。
- 1933年10月1日：政泊村被併入壽都町。
- 1955年1月15日：樽岸村被分割成兩部份，其中一部分與歌棄郡歌棄村、磯谷郡磯谷村、壽都郡壽都村合併合併為新設置的壽都町，並隸屬壽都郡轄下。

## 交通

### 道路
| 一般國道 - 國道229號 - 國道276號 | 主要地方道 - 北海道道9號壽都黑松內線 道道 - 北海道道272號壽都停車場線 |

### 巴士
- 二世古巴士

## 觀光景點
| - 壽都溫泉 - 辨慶岬和辨慶銅像 - 法人之森 - 壽都神社 - 壽都町綜合文化中心 - 磯谷高地 | - 壽都神社例大祭（毎年7月14～16日） - 壽都灣船釣大惠（毎年5月下旬） - 壽都港魚市（毎年6月初） - 大磯夏季樂園（毎年7月） - 壽都故鄉祭（毎年8月） - 新榮町納涼會（毎年8月） |

## 教育

### 高等學校
- 道立北海道壽都高等學校 （页面存档备份，存于）

### 中學校
- 壽都町立壽都中學校

### 小學校
| - 壽都町立壽都小學校 | - 壽都町立潮路小學校 |

## 本地出身的名人
- 本庄敬：漫畫家
- 南波糸江：藝人
- 小笠原祐哉：喜劇俳優
- 薄田美朝：第51任警視總監、眾議院議員
- 藤錦：相撲力士
- 菅谷明子：記者
- 前野一夫：千葉大學工學部教授、出生於小樽市
- 齋藤健一：前弘前大學教授
- 荒谷松葉子：俳人
- 葛西善藏：作家、出生於弘前市，幼年時曾經居住於壽都
- 橋本勘介：備前燒作家
- 小林昌視：歌手
- 越前谷直樹：歌手

## 外部連結
- （日語）町立壽都診療所
- （日語）壽都町漁業協同組合 （页面存档备份，存于）